# La Riba (Burgos)
La Riba es una localidad situada en la provincia de Burgos, comunidad autónoma de Castilla y León (España), comarca de Las Merindades, partido judicial de Villarcayo, ayuntamiento de Medina de Pomar.

## Geografía
Está situada 10 km. al nordeste de la capital del municipio; a 15 de Villarcayo, cabeza de partido, y a 90 de Burgos. Se encuentra en la carretera provincial  BU-V-5517 , entre Salinas de Rosío y Recuenco.

### Comunicaciones
- Carretera:

Tiene acceso por carretera desde Medina de Pomar, partiendo desde el cruce de El Olvido  N-629  ,tomando la carretera autonómica  BU-551  hasta La Cerca, donde en el cruce se gira a la izquierda tomando la carretera provincial  BU-V-5515  dirección Castrobarto (en el cruce con la carretera autonómica  BU-552 ), que lleva hasta Salinas de Rosío. Antes de llegar a Salinas hay un cruce que a mano izquierda conduce hasta Tabliega por la carretera provincial  BU-V-5517 . La Riba es el primer pueblo antes de llegar a Recuenco.

## Demografía
En el censo de 1950 contaba con 78 habitantes, reducidos a 15 en 2020.

## Historia
Es una aldea perteneciente a la Jurisdicción de Medina de Pomar, en el  partido de Castilla la Vieja en Burgos, jurisdicción de señorío ejercida por el Duque de Frías, quien nombraba su regidor pedáneo.
A la caída del Antiguo Régimen queda agregado al ayuntamiento constitucional de Aldeas de Medina, en el partido de Villarcayo, perteneciente a la región de Castilla la Vieja.
A principios del siglo XX  desaparece este municipio integrándose esta localidad en la Junta de la Cerca, para posteriormente integrarse en su actual municipio de  Medina de Pomar.

## Parroquia
Iglesia católica de San Miguel Arcángel, dependiente de la parroquia de Cubillos en el Arciprestazgo de Medina de Pomar, diócesis de Burgos.